# 뇨타이모리
뇨타이모리(女体盛り)는 나체로 누워 있는 여성의 몸 위에 초밥 등의 음식을 올려 놓는 행위를 말하는 일본어이다. 

## 같이 보기
- 인간 가구